# Eublemma subcinnamomea
Eublemma subcinnamomea là một loài bướm đêm trong họ Erebidae.